# VSK Aarhus (kvinder)
VSK Aarhus er en kvindefodboldklub fra Aarhus, der spiller i kvindernes bedste række, 3F Ligaen. Klubben er for både mænd og kvinder og blev etableret i 2016 som et resultat af en sammenlægning af IK Skovbakken og Vejlby IK Fodbold. VSK Aarhus står for Vejlby Skovbakken Aarhus.
I Marts 2020, blev det annonceret at VSK Aarhus, IF Lyseng og AGF går sammen om at danne elite-overbygning til AGF Kvindefodbold ApS, der skal styrke pige- og kvindeelitefodbolden i Aarhus og fra den kommende sæson optræde i Gjensidige Kvindeligaen og U18 DM.

## Aktuel trup
Oversigten er opdateret til og med 30. maj 2020
| Nr. | Land    | Position | Spiller                  |
| --- | ------- | -------- | ------------------------ |
| 1   | Danmark | MM       | Katrine Svane            |
| 2   | Danmark | FO       | Simone Hagelskjær        |
| 3   | Danmark | MI       | Maria Denius             |
| 4   | Danmark | FO       | Sofie Vendelbo Laursen   |
| 5   | Danmark | MI       | Sofie Lybæk              |
| 6   | Danmark | AN       | Emma Rhode               |
| 7   | Danmark | AN       | Cecilie Winther Johansen |
| 8   | Danmark | AN       | Sofie Bloch Jørgensen    |
| 11  | Danmark | MI       | Malou Thyrrestrup        |
| 13  | Danmark | MI       | Olivia Holdt             |
| 14  | Danmark | MM       | Katrine Kleven           |

| Nr. | Land       | Position | Spiller               |
| --- | ---------- | -------- | --------------------- |
| 15  | Danmark    | FO       | Christina Beck        |
| 16  | Danmark    | MI       | Julie Dahl            |
| 17  | Danmark    | AN       | Kathrine Spanner      |
| 18  | Danmark    | MI       | Janni Thomsen         |
| 19  | Danmark    | FO       | Sofie Obel            |
| 20  | Danmark    | MI       | Emma Andersen         |
| 22  | Danmark    | MI       | Mathilde Madsen       |
| 23  | Danmark    | FO       | Christina Ravn        |
| 24  | Danmark    | AN       | Stine Bloch Jørgensen |
|     | Australien | MI       | Hannah Bacon          |
|     | Danmark    | MI       | Marie Bruun           |

## Statistik
| Sæson   | Division | Position | 3F Cup             | Ch. League |
| ------- | -------- | -------- | ------------------ | ---------- |
| 2003–04 | 1        | 03 / 08  | ?                  |            |
| 2004–05 | 1        | 03 / 08  | ?                  |            |
| 2005–06 | 1        | 04 / 08  | Finalist           |            |
| 2006–07 | 1        | 05 / 08  | Kvartfinaler       |            |
| 2007–08 | 1        | 03 / 10  | Ottendedelsfinaler |            |
| 2008–09 | 1        | 03 / 10  | Mestre             |            |
| 2009–10 | 1        | 03 / 10  | Finalist           |            |
| 2010–11 | 1        | 03 / 10  | Semifinaler        |            |
| 2011–12 | 1        | 03 / 10  | Kvartfinaler       |            |
| 2012–13 | 1        | 04 / 10  | Kvartfinaler       |            |